# Caris (deessa)
Caris (en llatí Charis, en grec antic Χάρις) era la deessa que personificava la gràcia i la bellesa, que els romans van traduir per Gratia (Gràcia). Homer diu que era la muller d'Hefest, però Hesíode aclareix que la dona d'Hefest es deia Aglaia i era la més jove de les Càrites.